# Eileen Krige
Eileen Jensen Krige (1905–1995) là một nhà nhân chủng học xã hội người Nam Phi xuất chúng, được công nhận vì những nghiên cứu của bà về nền văn hóa Zulu và Lovedu. Cùng với Hilda Kuper và Monica Wilson, bà đã cho sản sinh ra những công trình hết sức có giá trị về người Nguni  ở phía nam châu Phi. Ngoài những nghiên cứu của mình ra, bà còn được coi là một trong những "người mẹ tiên phong" của Đại học Natal, Durban, Nam Phi, nơi bà giảng dạy từ năm 1948 cho đến năm 1970 khi bà nghỉ hưu. Bà đã truyền cảm hứng cho nhiều phụ nữ, giúp họ cống hiến đời mình cho nghiên cứu. Krige cũng có mối liên hệ với một nhóm các nhà nhân chủng học người Nam Phi lên án mạnh mẽ chính sách phân biệt chủng tộc apartheid tại Nam Phi. Nhóm này còn bao gồm Isaac Schapera, Winifred Hoernle, Hilda Kuper, Monica Wilson, Audrey Richards và Max Gluckman.

## Đời tư
Krige kết hôn với Jack Daniel Krige vào năm 1928. Jack là cháu của J.C. Smuts và là một luật sư tại Tòa Tối cao Transvaal, cũng có niềm yêu thích nhân chủng học với Krige và sau đó đã đồng hành cùng bà trong hầu hết các chuyến nghiên cứu thực tế của bà. Điều này có thể là do trước đây ông từng đảm nhiệm vị trí giảng viên bộ môn Bantu Học tại Đại học Rhodes tại Grahamstown. Cùng nhau họ đã rất thành công trong việc khuyến khích niềm yêu thích nhân chủng học trong lòng các sinh viên châu Phi. Những người này bao gồm Absolom Vilikazi người mà có luận án mang tên Zulu Transformations sau này đã được xuất bản, và Harriet Ngubane, nổi tiếng vì cuốn sách của cô có tên Body and Mind in Zulu Medicine.